# Csak semmi szexet, kérem, angolok vagyunk (film)
Csak semmi szexet, kérem, angolok vagyunk, eredeti címe No Sex Please, We’re British, 1973-ban bemutatott brit (angol) színes filmvígjáték, Cliff Owen rendezésében. Főszereplői Ronnie Corbett, Ian Ogilvy, Susan Penhaligon, Arthur Lowe és Beryl Reid. A forgatókönyv Alistair Foot és Anthony Marriott hasonló című színpadi komédiájából készült, amelyet a londoni West Enden mutattak be 1971-ben, Michael Crawford főszereplésével. A filmet Magyarországon 1975-ben mutatták be, elsővonalbéli magyar színművészek szinkronizálásával.

## Cselekmény
Brian Runnicles, egy kisvárosi bank tisztviselője. (A filmbéli bankfiók jól felismerhetően  a Barclays Bank fiókja Windsor főutcáján, a High Streeten). Főnöke, a szigorú erkölcsű Mr. Bromley nemrég rúgta ki egyik alkalmazottját, akit „disznó” szexújság olvasásán kapott. A bankfiók új irodai számológépeket rendelt postán, érkezését minden percben várják. A fiók fölötti szolgálati lakásban átmenetileg Mr Bromley helyettese, az ifjú David Hunter lakik újdonsült feleségével, Pennyvel, aki kristálypoharakat rendelt postán. David anyja, Penny anyósa váratlanul megérkezik, és beköltözik hozzájuk „csak egy hétre”, hogy szemmel tartsa menyét.
Az erkölcsös Mr Bromley felháborodva értesül, hogy a városban szexbolt nyílt, éppen a keresztény olvasókör szomszédjában. Hadjáratot indít a „lopakodó pornográfia” ellen, aláírás-gyűjtést szervez, a rendőrséget mozgósítja. A szexbolt vezetője, Pete Hunter nagyobb pornókép- és filmszállítmányt rendel postán Nicótól, a skandináviai importőrtől. Nico azonban tévedésből elírja a házszámot, a „P. Hunter”-nek címzett szállítmányt a posta a bankba kézbesíti. Brian azt hiszi, Penny Hunter kristálypoharai jöttek meg, de a doboz pornófotókkal van tele. Kétségbeesetten próbálnak megszabadulni doboz kínos tartalmától, miközben David anyja és Mr Bromley állandóan megzavarja őket. David rátolja az egészet Brianre, Brian megpróbálja a képeket széttépni, WC-n lehúzni, megenni, elásni, elégetni, végül a folyóba dobja, de vízen úszó fotókat kihalásszák, botrány kerekedik, most már a rendőrség is keresi a pornó terjesztőit.
A következő csomag is megérkezik „P. Hunter” névre, David ezt is Brianre lőcsöli rá, aki kétségbeesésében Yoko Ono néven írja alá az átvételi elismervényt. A dobozban pornófilmek vannak, ráadásul „éghetetlen” anyagból. David és Brian a hulladékdarálóval próbálják felaprítani, de az tönkremegy, az aprólékot szétszórja a konyhában. Brian álruhában megpróbálja eladni a filmeket a szexboltban, de egy rendőr gyanúsnak találja, utánamegy, Brian elmenekül, de elbotlik, a dobozt egy elhaladó teherautó platójára repíti. A teherautó azonban éppen a keresztény olvasóterembe szállít holmikat.
A bankba újabb szállítmány érkezik, vaskos, nehéz dobozokban, „P. Hunter” nevére. Mr Bromley veszi át, mert David Hunter azt mondja neki, ez a Brian által rendelt irodai számítógép. A csomagban vastag pornós fotókönyvek vannak. A rémült Brian telefonál a feladónak, és „P. Hunter” nevében követeli, vegye vissza küldeményét. Nico úgy értelmezi, vevője a szokásos jutalékát hiányolja, és megrendel számára két call-girlt, Barbarát és Susant.
A keresztény olvasókörben Mr Bromley filmvetítéssel kísért előadást tart régi bútorokról, Mrs Huntert is magával viszi. A vendéglátó tiszteletes úr azonban összecseréli Mr Bromley filmtekercsét a bútorszállítón talált tekercsek egyikével. A pornófilm nagy érdeklődést vált ki, Mr Bromley felháborodottan igyekszik kikapcsolni a vetítőgépet.
David és Brian szereznek egy furgont, hogy az egész szállítmányt kivigyék a szeméttelepre. Penny érdeklődve tanulmányozza a sosem látott pózok fényképeit. A szolgálati lakásba közben megérkezik a bank központi ellenőre, akit Pennyék altatóval tömnek meg, hogy ne zavarja a hurcolkodást. Amint elindulnak a furgonnal, megérkezik a lakásba Nico két call-girlje, Barbara és Susan. Először a félig alvó bankellenőrt, aztán a visszaérkező Briant próbálják kiszolgálni. Közben megérkezik az erkölcsös Mr Bromley is, akit a két call-girl régi ismerőseként üdvözöl.
Másnap Pete és Nico rájönnek, hogy a küldemények rossz címre, a bankba mentek. Közben Brian a bankban újabb csomagot kap. Nem meri felbontani, egy robogóra pattanva elmenekül. Mindenki üldözőbe veszi, a rendőrség, Mr Bromley, David, Penny, Mrs Hunter, Pete és Nico is. Nagy kergetőzés után Brian királyi gárdista álruhába bújva egérutat nyer, és világgá megy, Ausztrália felé véve az irányt. Az üldözők lecsapnak a csomagra, de abban ezúttal valóban a rég várt banki számológépet találják.

## Szereposztás
| Szerep                           | Színész          | Magyar hangja (1. szinkron) |
| -------------------------------- | ---------------- | --------------------------- |
| Brian Runnicles                  | Ronnie Corbett   | Harkányi Endre              |
| Mr. Bromley, fiókvezető          | Arthur Lowe      | Gáti József                 |
| David Hunter, Bromley helyettese | Ian Ogilvy       | Ujréti László               |
| Penny Hunter, David felesége     | Susan Penhaligon | Pálos Zsuzsa                |
| Bertha Hunter, David anyja       | Beryl Reid       | Tolnay Klári                |
| Mr. Needham, banki ellenőr       | Michael Bates    | Benkő Gyula                 |
| Daphne                           | Cheryl Hall      | Borbás Gabi                 |
| Paul rendőrfelügyelő             | David Swift      | Rátonyi Róbert              |
| Susan, callgirl                  | Valerie Leon     | Faragó Vera                 |
| Barbara, callgirl                | Margaret Nolan   | N/A                         |
| Niko, szexáru-importőr           | Stephen Greif    | Szilágyi Tibor              |
| Pete Hunter, szexboltos          | John Bindon      | N/A                         |
| Kristálypohár boltvezető         | Frank Thornton   | Velenczey István            |
| Ájtatos vénkisasszony            | Lucy Griffiths   | (néma szerep)               |
| Cukrászat kézbesítője            | Robin Askwith    | N/A                         |

- További magyar szinkronhangok: Felföldi László, Makay Sándor, Miklósy György